# Hahóti kódex
A hahóti kódex, vagy hahóti sacramentarium a Zala vármegyei Hahót község bencés apátsága részére készült. 1070 és 1092 közötti másolatban maradt fenn a zágrábi érseki könyvtárban. 1070 utáni, mert Mór pécsi püspök ekkori munkáját már ismerte a szerző, de 1092 előtti, mert az ez évi zsinat határozatait még nem, így például az ekkor szentté avatottakat sem nevezi szentnek. A paleográfiai, hagiográfiai és liturgiai vizsgálatok is a 11. század második felére rögzítik a művet, így a Carolina-írás alkalmazása, amely a 11–12. század folyamán volt használatban.
A kódex a legrégebbi ismert Magyarországon készült sacramentarium, mely egyúttal az első magyar kottás kézirat, a kódexben a dallamokat vonal nélküli neumákkal jegyezték le. Mérete 180×255 mm. A zágrábi Mikulić püspök a 17. században új kötéssel látta el, és a lapokat egyforma méretűre körülvágták.
Tartalmában a bencés kívánalmaknak megfelelő, Szent Benedek miseimádságait tartalmazza. Ezen kívül Szent Margit vértanú imái is olvashatók, mivel egy Szent Margitról elnevezett kolostor számára készült. Ebből az adatból vezethető le, hogy kizárólag a hahóti apátság jöhet szóba, mert a négy magyarországi Szent Margitról elnevezett apátság közül ez a legkorábbi.
A kódex 1094 után került Zágrábba. A frissen alapított püspökség első püspöke a bencés Duh lett, aki Somogy és Zala vármegyei szerzeteseket vitt magával. A kódex a zágrábi liturgia fejlődése szempontjából meghatározó jelentőségű.

## Külső hivatkozások
- Fitz József: A magyar könyv története 1711-ig
- A "hahóti kódex" (zágrábi mr 126. kézirat) jelentősége a magyarországi liturgia szempontjából